# Car sauvage est le vent
Pour les articles homonymes, voir Wild is the wind.
Pour plus de détails, voir Fiche technique et Distribution.
Car sauvage est le vent (Wild Is the Wind) est un film américain réalisé par George Cukor, sorti en 1957.

## Synopsis
Gino, quadragénaire d’origine italienne devenu un florissant propriétaire terrien et éleveur de moutons de l’État du Nevada, ne s’est jamais remis de la mort de sa femme Rossana. C’est pour cela qu’il a demandé par correspondance à Gioia, sœur de la défunte, de devenir sa femme sans toutefois l’avoir jamais rencontrée, car celle-ci vit en Italie. Gioia répond par l’affirmative et Gino va en Italie où il l’épouse puis revient avec elle au ranch familial. On comprend qu’il cherche un substitut à sa très regrettée première femme et incite d’ailleurs Gioia à se comporter comme la défunte. Or elle ne ressemble en rien à sa sœur, ni physiquement ni comme une femme discrète et soumise... Elle se confronte fréquemment à Gino malgré l’affection qu’elle éprouve pour lui alors qu’il ne lui témoigne qu’une triviale attention les moments où il ne la confond pas avec la défunte.
Un jour, découvrant que Gino s’apprête à abattre des chevaux sauvages sous le prétexte qu’ils nuisent à ses cultures, Gioia s’interpose en s’approchant plus particulièrement d’un cheval noir en lequel elle voit sa propre témérité. Ce comportement déstabilise Gino, mais, en revanche, séduit le jeune berger Basque Bene que Gino a recueilli enfant et qu’il considère comme son fils. Comme Gino régente la vie de tout un chacun dans son ranch (son frère Alberto et sa belle-sœur Teresa cohabitent également avec lui), il a déjà statué que Bene épousera sa fille Angela qui poursuit ses études à Boston. Gino, qui s’absente souvent pour négocier sa production de laine, a entre-temps chargé Bene de dresser le fameux cheval noir réclamé par Gioia et d'aider celle-ci à parfaire son anglais. Bene n’a pas encore trente ans, mais est de plus en plus attiré par Gioia bien qu’elle ait dépassé la quarantaine. Elle repousse ses avances, mais finit par céder, déçue de ne pas recevoir l’affection qu’elle attendait de Gino. Pendant que ce dernier est parti chercher sa fille, ayant décrété qu’était venu le moment de la fiancer à Bene, celui-ci se prépare à révéler à Gino qu’il aime Gioia et veut partir avec elle. Il n’aura pas à le faire, car Gino surprend les amants en train de comploter. Bene culpabilise alors envers celui qui l’a élevé et renonce à Gioia. Il quitte définitivement le ranch et il ne reste plus à Gioia qu’à regagner l’Italie. Alors qu’elle s’apprête à monter dans l’avion, Gino vient lui demander de rester afin de donner à leur couple une chance de perdurer.

## Fiche technique
- Titre original : Wild Is the Wind
- Titre français : Car sauvage est le vent
- Réalisation : George Cukor, assisté d'Arthur Rosson
- Scénario : Arnold Schulman d'après une histoire de Vittorio Nino Novarese
- Direction artistique : Tambi Larsen, Hal Pereira
- Décors : Sam Komer, Arthur Krams
- Costumes : Edith Head
- Photographie : Charles Lang et Loyal Griggs (seconde équipe)
- Son : Winston H. Leverett, Gene Merritt
- Montage : Warren Low
- Musique : Dimitri Tiomkin
- Production : Joseph H. Hazen, Hal B. Wallis
- Sociétés de production : Paramount Pictures (États-Unis), Hall Wallis Productions (États-Unis)
- Société de distribution : Paramount Pictures (États-Unis, France, Italie)
- Pays d'origine :  États-Unis
- Langues originales : anglais, italien
- Format : 35 mm — noir et blanc — 1,85:1 (VistaVision) — son mono (Westrex Recording System)
- Genre : drame
- Durée : 114 minutes
- Dates de sortie :
  - États-Unis : 11 décembre 1957
  - France :5 février 1958
- (fr) Classification et visa CNC : tous publics, visa d'exploitation no 20671 délivré le 29 mai 1958
- Affiche : Boris Grinsson (France)

## Distribution
- Anna Magnani (VF : elle-même) : Gioia,
- Anthony Quinn (VF : Jean Clarieux) : Gino
- Anthony Franciosa : Bene
- Joseph Calleia (VF : Richard Francoeur) : Alberto, le frère de Gino
- Dolores Hart : Angela « Angie », la fille de Gino
- Lili Valenty (VF : Helene Tossy) : Teresa, la femme d'Alberto
- James Flavin : l'acheteur de la laine
- Joseph Vitale : un invité de la fête

## Production

### Genèse
Remake du film Furia (it) avec Isa Pola, Rossano Brazzi et Gino Cervi (1947). À l'origine, Anna Magnani n'accepta de participer au projet de Car sauvage est le vent qu'à la condition que la production américaine s'inspire de ce film italien précédemment réalisé par Goffredo Alessandrini, son premier mari. Mais le scénario final s'en est sensiblement éloigné.

### Tournage
- Période de prises de vue : début mai au 21 juin 1957.
- Extérieurs dans le Nevada : Carson City, Gardnerville et au Tahoe International Airport de Reno pour les scènes à l'aéroport[1].

### Chansons
- Wild Is the Wind, paroles de Ned Washington et musique de Dimitri Tiomkin, interprétée par Johnny Mathis (générique).
- Scapricciatiello (it), paroles de Pacifico Vento et musique de Fernando Albano, interprétée par Anna Magnani (séquence de la fête d'anniversaire de Gioia).

## Distinctions

### Récompenses
- Berlinale 1958 : Ours d'argent de la meilleure actrice à Anna Magnani.
- David di Donatello 1958 : David di Donatello de la meilleure actrice principale à Anna Magnani.

### Nominations
- Berlinale 1958 : sélection officielle en compétition.
- Golden Globes 1958 :
  - Nommé pour le Golden Globe du meilleur film dramatique.
  - Anna Magnani nommée pour le Golden Globe de la meilleure actrice dans un film dramatique.
- Laurel Awards 1958 : Anthony Quinn nommé pour prix du meilleur acteur (4e place).
- Oscars du cinéma 1958 :
  - Anthony Quinn nommé pour l'Oscar du meilleur acteur,
  - Anna Magnani nommée pour l'Oscar de la meilleure actrice,
  - Ned Washington (paroles) et Dimitri Tiomkin (musique), nommés pour l'Oscar de la meilleure chanson originale pour Wild Is the Wind interprétée par Johnny Mathis.
- Bafta 1959 : Anna Magnani nommée pour le British Academy Film Award de la meilleure actrice.